# Ruth Moll Marquès
Ruth Moll Marquès (Ciutadella de Menorca, 20 de maig de 1974) ha estat una ciclista professional balear.
Ha competit en diferents modalitats com la carretera, la pista, el ciclocròs o el ciclisme de muntanya, des que va iniciar la seva carrera professional, al 1995, fins que es va retirar, al 2008.
Un cop retirada ha estat vivint a Ciutadella , treballant com a regidora a l'ajuntament i dirigint diferents empreses de ciclisme d'aventura. S'ha instal·lat definitivament a Astúries, des d'on ha creat altres empreses i projectes relacionats sempre amb la bicicleta i l’esport.

## Palmarès
- 2000
  - 3a al Campionat d'Espanya en contrarellotge
- 2004
  -  Campiona d'Espanya en Persecució
- 2008
  -  Campiona d'Espanya en ciclocròs